# Náklady mrtvé váhy
Náklady mrtvé váhy je termín používaný převážně v mikroekonomické teorii. Jedná se o objem produkce, jenž by měl být vyprodukován, ale není tomu tak. Jde tedy o objem produkce, který není vyprodukován z důvodu existence nedokonalé konkurence na trhu (např. monopol). Z důvodu existence nedokonalé konkurence totiž dochází k tomu, že dojde k produkci menšího objemu výrobků, než kdyby na trhu fungovala dokonalá konkurence.
V podstatě v důsledku toho dochází ke zmenšení přebytku jak výrobce, tak i spotřebitele. Jaké bude zatížení pro spotřebitele a jaké pro výrobce záleží na elasticitě poptávky. S vyšší elasticitou poptávky dochází k tomu, že je náklady mrtvé váhy více zatížen výrobce, a naopak pokud je poptávka málo elastická zatížení, je větší pro spotřebitele.
Příkladem, kdy vznikají tyto náklady, mohou být tabákové výrobky nebo alkoholické nápoje.

## Nedokonalá konkurence

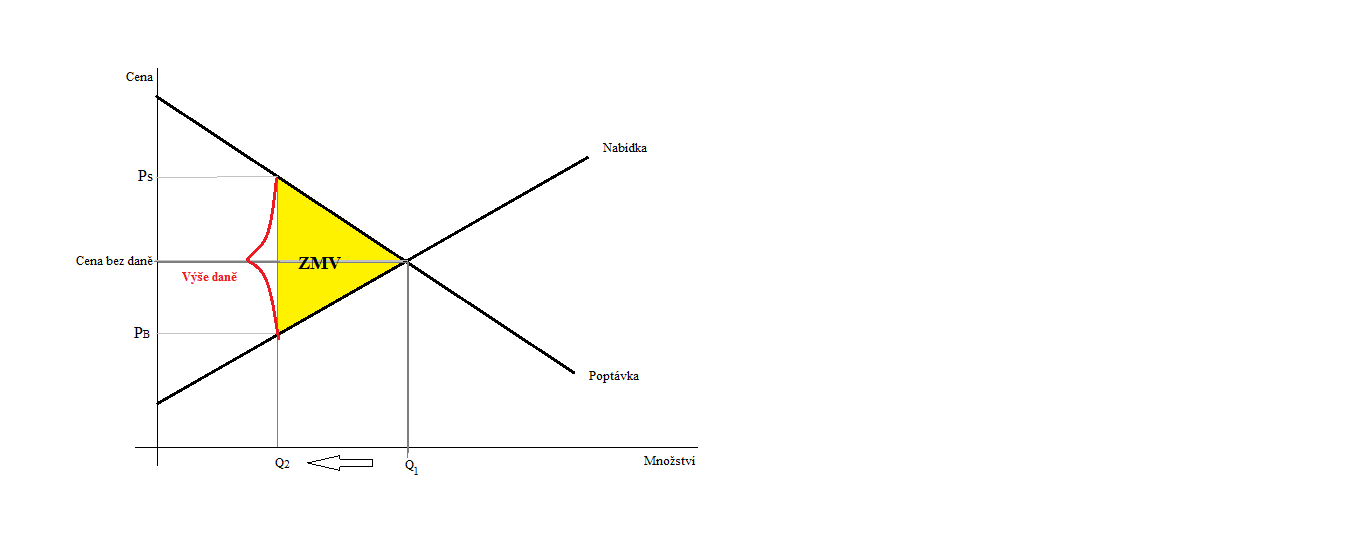
Graf ztráty mrtvé váhy

Nedokonalá konkurence je taková situace na trhu, kdy firmy ve svém odvětví mají sice konkurenci, ale není tak vysoká, aby museli být příjemci ceny.
Cenová elasticita je termín, který měří, do jaké míry je poptávané množství schopné reagovat na změnu ceny.
Pokud je poptávka elastická, znamená to, že poptávané množství reaguje na změnu ceny významně.
Naopak neelastická poptávka značí, že poptávané množství reaguje na změnu ceny pouze mírně.
Na obrázku můžeme sledovat graf, na němž je naznačený trh zboží. Na tomto trhu můžeme sledovat, že vláda uvalila daň na toto zboží. Výši daně máme naznačenou červenou barvou. V důsledku uvalení této daně nám klesne prodané množství statku z Q1 na Q2. Výsledkem tohoto snížení je, že část potenciálního prospěchu z obchodu mezi kupujícím a prodávajícím se nerealizuje. Tento ztracený prospěch z obchodu tvoří tak zvanou ztrátu mrtvé váhy.

## Blahobyt
Pokud již mluvíme o ztrátě mrtvé váhy, je rovněž důležité zmínit blahobyt.

### Blahobyt před zavedením daně
Nežli vláda uvalí daň na některý statek, nachází se cena na průsečíku nabídkové a poptávkové křivky. Což značí, že nabídka a poptávka jsou v rovnováze.
Je-li tedy trh v rovnováze, potom můžeme říct, že poptávková křivka odráží ochotu kupujícího platit, což znamená, že se přebytek spotřebitele nachází mezi poptávkovou křivkou a úrovní ceny, naproti tomu nabídková křivka odráží náklady prodávajícího, z čehož tedy vyplývá, že přebytek výrobce leží mezi nabídkovou křivkou a úrovní ceny.
Celkový přebytek je tedy součet přebytku výrobce a přebytku spotřebitele.

### Blahobyt po zavedení daně
V tomto případě máme již statek, na který se vláda rozhodla uvalit daň. Cena, kterou platí kupující tedy logicky stoupla, ale rovněž klesla cena, kterou dostane prodávající. Tato situace způsobí, že dojde i k poklesu prodaného zboží. Plocha, o kterou se nám sníží přebytek výrobce a spotřebitele je tedy nazývána ztrátou mrtvé váhy, což značí o kolik se snížil blahobyt.

## Příklad
Představme si, že Adam každý týden seká Janě trávu za 100 Kč. Náklady příležitosti jeho času je 80 Kč a posekaná tráva má pro Janu hodnotu 120 Kč. Adam i Jana tedy díky dohodě získávají každý prospěch 20 Kč. Celkový přebytek je tedy 40 Kč.
Nyní si ukážeme situaci, kdy vláda zavede daň na poskytovatele služby sekání trávy 50 Kč. Teď jsme se dostali do bodu, kdy neexistuje cena, kterou by mohla Jana zaplatit, aby na tom byli stále oba lépe.
Nejvyšší cena, kterou je Jana ochotna platit je 120 Kč, v tomto případě by ale Adamovi po zaplacení daně zůstalo jen 70 Kč, to je ale méně, než jeho náklady času. Naopak, aby Adam pokryl své náklady, musela by Jana zaplatit 130 Kč, což je ale více, než je ochotna.
V důsledku tohoto proto dojde k zániku dohody mezi Adamem a Janou. Adam je bez příjmu a Jana má neposekanou trávu. V závěru jsou na tom dohromady hůře o 40 Kč, protože přicházejí o tohle množství přebytku.